# Sícul Flac
Sícul Flac (en llatí Siculus Flaccus) va ser un escriptor i agrimensor (gromaticus) romà autor d'algunes obres uns fragments de les quals s'han preservat a la col·lecció Agrimensores o Rei Agrariae Auctores atribuïda a Frontí.
Va viure probablement poc després del regnat de Nerva, però no se'n saben detalls de la seva vida. Va escriure De Conditionibus Agrorum, i altres obres els títols de les quals no es coneixen amb seguretat si bé se suposa que una podria ser De Coloniis.